# Dorothy McGuire
Dorothy Hackett McGuire (* 14. Juni 1916 in Omaha, Nebraska; † 13. September 2001 in Santa Monica, Kalifornien) war eine US-amerikanische Schauspielerin.

## Leben
McGuire begann ihre Schauspielerlaufbahn Ende der 1930er-Jahre in New York. Ihren ersten großen Auftritt am Broadway hatte sie 1938, als sie für Martha Scott in dem Thornton-Wilder-Stück Unsere kleine Stadt (Our Town) einspringen durfte. 1941 spielte sie die Titelrolle in dem Bühnenstück Claudia, zwei Jahre später gab sie ihr Kinodebüt in der Verfilmung dieser Komödie. Sie stand bis 1946 unter Vertrag bei Star-Produzent David O. Selznick.
Obwohl McGuire gerade in den 1940er-Jahren in einigen sehr bemerkenswerten Filmen zu überzeugen wusste, wurde sie nie zu einem der glamourösen Hollywoodstars in diesen Jahren – auch weil McGuire besonders häufig verschüchterte und gutherzige Frauen unter oftmals faden Lebensumständen spielte. So verkörperte sie ein Mauerblümchen im Liebesdrama Mit den Augen der Liebe, ein stummes Dienstmädchen unter Lebensgefahr in Die Wendeltreppe und die pragmatisch agierende Frau eines Alkoholikers in Ein Baum wächst in Brooklyn. Für ihre Darstellung in Elia Kazans Antisemitismus-Drama Tabu der Gerechten, in dem sie die Filmpartnerin von Gregory Peck war, erhielt sie 1948 eine Oscar-Nominierung als Beste Hauptdarstellerin. 
In den 1950er-Jahren war McGuire vor allem in Mutterrollen zu sehen, etwa als streng religiöse Ehefrau von Gary Cooper in dem von William Wyler inszenierten Bürgerkriegsdrama Lockende Versuchung, als Mutter von Tommy Kirk in dem Disney-Hundefilm Sein Freund Jello sowie als unglücklich verheiratete Mutter von Sandra Dee in Delmer Daves’ Melodram Die Sommerinsel. Für ihre Darstellung in Lockende Versuchung wurde sie vom National Board of Review in der Kategorie Beste Hauptdarstellerin ausgezeichnet. Sehr erfolgreich war auch der romantische Liebesfilm Drei Münzen im Brunnen, der 1954 in die Kinos kam, mit zwei Oscars ausgezeichnet und für den besten Film nominiert wurde. Ein großer Erfolg war 1960 auch der Disney-Abenteuerfilm Dschungel der 1000 Gefahren.
Im Verlaufe der 1960er-Jahre war McGuire deutlich weniger auf der Kinoleinwand präsent. Im starbesetzten Bibelfilm Die größte Geschichte aller Zeiten war McGuire 1965 als Maria, die Mutter Jesu, zu sehen. Nachdem McGuire bereits in den 1950er-Jahren erste Fernsehrollen gespielt hatte, war sie in den 1970er– und 1980er-Jahren regelmäßiger mit Fernsehfilmen und -serien auf den Bildschirmen präsent. 1976 verkörperte sie in der erfolgreichen Dramaserie Reich und Arm die Mutter der Jordache-Brüder (gespielt von Peter Strauss und Nick Nolte). Nach dem Tod ihres Ehemanns zog sich McGuire langsam aus dem Schauspielgeschäft zurück und stand zuletzt 1990 für zwei Fernsehfilme vor der Kamera. Insgesamt umfasst ihr filmisches Schaffen rund 55 Film- und Fernsehproduktionen.
Dorothy McGuire heiratete 1943 den Fotografen John Swope (1908–1979). Sie hatten einen Sohn und eine Tochter. Kritisiert wurde häufig, dass ihr Name in der Fernsehübertragung der Oscarverleihung 2002 bei den Nachrufen (In Memoriam) nicht genannt wurde.

## Auszeichnungen
Oscars
- Oscarverleihung 1948: Nominierung als Beste Hauptdarstellerin für Tabu der Gerechten

New York Film Critics Circle Awards
- 1947: Nominierung als Beste Hauptdarstellerin für Tabu der Gerechten

National Board of Review
- 1956: Auszeichnung als Beste Hauptdarstellerin für Lockende Versuchung

Hollywood Walk of Fame
- 1960: Stern in der Kategorie Film

## Filmografie (Auswahl)
- 1943: Claudia
- 1945: Ein Baum wächst in Brooklyn (A Tree Grows in Brooklyn)
- 1945: Mit den Augen der Liebe (The Enchanted Cottage)
- 1946: Die Wendeltreppe (The Spiral Staircase)
- 1946: Claudia und David (Claudia and David)
- 1946: Till the End of Time
- 1947: Tabu der Gerechten (Gentleman's Agreement)
- 1950: Mother Didn’t Tell Me
- 1950: Mister 880
- 1951: Der Cowboy, den es zweimal gab (Callaway Went Thataway)
- 1951: Im Sturm der Zeit (I Want You)
- 1952: Geborgtes Glück (Invitation)
- 1954: Beeil dich zu leben (Make Haste to Live)
- 1954: Drei Münzen im Brunnen (Three Coins in the Fountain)
- 1955: Das Komplott (Trial)
- 1956: Lockende Versuchung (Friendly Persuasion)
- 1957: Sein Freund Jello (Old Yeller)
- 1959: Der ehrbare Bigamist (The Remarkable Mr. Pennypacker)
- 1959: Diese Erde ist mein (This Earth Is Mine)
- 1959: Die Sommerinsel (A Summer Place)
- 1960: Das Dunkel am Ende der Treppe (The Dark at the Top of the Stairs)
- 1960: Dschungel der 1000 Gefahren (Swiss Family Robinson)
- 1961: Nur eine einzige Nacht (Susan Slade)
- 1963: Summer Magic – Ein zauberhafter Sommer (Summer Magic)
- 1965: Die größte Geschichte aller Zeiten (The Greatest Story Ever Told)
- 1971: Flight of the Doves
- 1973: Die Möwe Jonathan (Jonathan Livingston Seagull, Erzählerstimme)
- 1976: Reich und Arm (Rich Man, Poor Man, Fernsehserie, 7 Folgen)
- 1978: Little Women (Fernsehfilm)
- 1982/1984: Love Boat (The Love Boat, Fernsehserie, 2 Folgen)
- 1983: Der einsame Kampf der Sarah Bowman (Ghost Dancing, Fernsehfilm)
- 1985: Zurück ins Leben (Between the Darkness and the Dawn, Fernsehfilm)
- 1986: Chefarzt Dr. Westphall (St. Elsewhere, Fernsehserie, 3 Folgen)
- 1986–1988: Ein Engel auf Erden (Highway to Heaven, Fernsehserie, 3 Folgen)
- 1990: Caroline? (Fernsehfilm)
- 1990: Das Leben ist schön (The Last Best Year, Fernsehfilm)